# Ron Morris
Pour les articles homonymes, voir Morris.
Ronald « Ron » Morris, né le 27 avril 1935 à Glendale et mort le 31 mai 2024, est un athlète américain spécialiste du saut à la perche. 

## Biographie
Quatrième des Jeux panaméricains de 1959, il remporte la médaille d'argent des Jeux olympiques de 1960, à Rome, avec une barre à 4,60 m, s'inclinant finalement face à son compatriote Don Bragg (4,70 m).
Il remporte trois titres de champion des États-Unis en 1958, 1961 et 1962.
Son record personnel au saut à la perche, établi en 1966, est de 5,03 m.

## Palmarès
| Date | Compétition        | Lieu    | Résultat | Performance |
| ---- | ------------------ | ------- | -------- | ----------- |
| 1959 | Jeux panaméricains | Chicago | 4e       |             |
| 1960 | Jeux olympiques    | Rome    | 2e       | 4,60 m      |